# Неволна грешка
Неволна грешка (наричана още лапсус, парапраксис или фройдистко приплъзване) е грешка в речта, паметта или физическите действия, която се интерпретира като появяваща се поради смущение в някои несъзнавани (динамично потиснати) желания, конфликти или упражнение на мисленето. По този начин концепцията е част от класическата психоанализа.
Грешките на езика и писането са класически парапраксиси, но психоаналитичната теория също включва и такива феномени като неправилно четене, неправилно чуване, временно забравяне и забутване и загубване на предмети.

## История
Фройдисткото приплъзване (терминът е от английски език Freudian slip) е наречено на Зигмунд Фройд, който в своята книга от 1901 „Психопатология на всекидневния живот“ описва и анализира голям брой изглеждащи тривиални, странни и безсмислени грешки.
Процесът на анализа често е доста дълъг и сложен, какъвто е и случая с много от сънищата в неговата „Тълкуване на сънищата“ от 1899 г. Пречката, пред която се изправя негерманският читател, е, че наблягането на Фройд върху грешките на езика води до включване на голямо количество материал, който е страшно труден за превод.
Както и в изследването на сънищата, Фройд представя своята дискусия с намерението да демонстрира съществуването на несъзнавани душевни процеси у здравите:
| „                                       | По същия начин, по който психоанализата се възползва от тълкуването на сънищата, тя също печели и от изследването на различни малки… и грешки, които хората правят – симптоматични действия – като те се наричат […] Отбелязвам, че тези феномени не са случайни, докато изискват нещо повече от физиологически обяснения, то те имат значение и могат да бъдат тълкувани и че е оправдано да се заключи от тях за наличието на сдържани или потиснати намерения. | “ |
| Фройд, An Autobiographical Study (1925) | |   |

Самият Фройд свърза феномена с думата Fehlleistung (буквално означаващо  на немски „неправилно действие“, „дефектна функция“). Гръцкият термин парапраксис (от гръцки език παρά + πράξις, означаващ „друго действие“ на български език) е дело на английския преводач на книгата на Фройд, както и формата „симптоматични действия“.